# Пушино Поље
Пушино Поље је насељено мјесто у општини Олово, Босна и Херцеговина.

## Становништво
|           | 2013.       | 1991.         | 1981.         | 1971.         |
| Укупно    | 64 (100,0%) | 161 (100,0%)  | 163 (100,0%)  | 161 (100,0%)  |
| Бошњаци   | 63 (98,44%) | 156 (96,89%)1 | 154 (94,48%)1 | 141 (87,58%)1 |
| Муслимани | 1 (1,563%)  | –             | –             | –             |
| Срби      | –           | 5 (3,106%)    | 9 (5,521%)    | 20 (12,42%)   |

1. 1 На пописима од 1971. до 1991. Бошњаци су пописивани углавном као Муслимани.